# تونل تو تیم
تونل تو تیم (انگلیسی: Thủ Thiêm Tunnel) تونلی در زیر رود سایگون در کشور ویتنام است.
این تونل که در شهر هوشی‌مین قرار دارد، در سال ۲۰۰۴ شروع به ساخت شده و در سال ۲۰۱۱ به بهره‌برداری رسیده است، طول تونل تو تیم ۱۴۹۰ متر، ارتفاع آن ۹ متر و عرض آن ۳۳.۳ متر است.
تونل تو تیم برای عبور وسایل نقلیه در دو باند رفت و برگشت طراحی شده است.

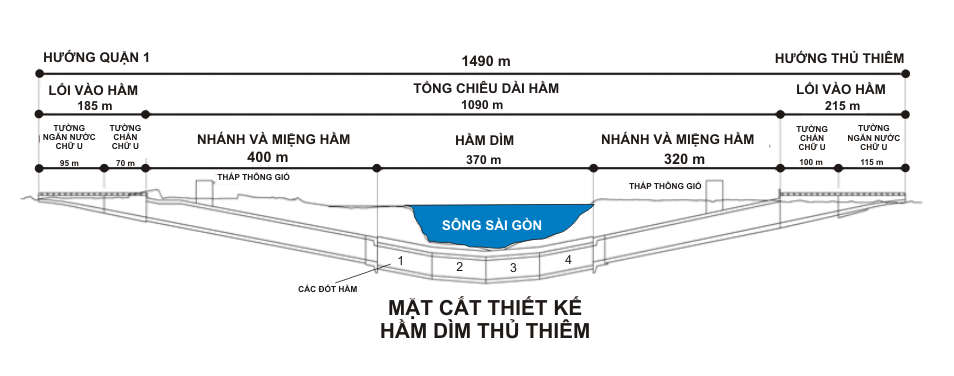
پلان تونل تو تیم